# Daniele Gabriele
Daniele Gabriele (* 16. Dezember 1994 in Leutkirch im Allgäu) ist ein deutsch-italienischer Fußballspieler.

## Karriere
Der Sohn einer Polin und eines Italieners wechselte in der Jugend 2008 von seinem Heimatverein FC Leutkirch zum FC Memmingen. Ein Jahr später ging Gabriele in die Fußballschule des SC Freiburg. Er führte die A-Jugend der Freiburger im Endspiel des DFB-Junioren-Vereinspokals 2011/12 mit einem Doppelpack gegen Hertha BSC zum Sieg. In der Regionalliga Südwest wurde Gabriele in der Saison 2014/15 mit 21 Toren für die zweite Mannschaft des SC Freiburg Torschützenkönig. Von 2011 bis 2013 besuchte er die Max Weber-Schule in Freiburg. Zur Spielzeit 2015/16 wechselte er zum VfB Stuttgart II.
Am 25. Juli 2015 gab Gabriele mit der zweiten Mannschaft des VfB am ersten Spieltag der Saison 2015/16 gegen Dynamo Dresden in der 3. Liga sein Profidebüt. Mit der Zweitmannschaft des VfB musste er zum Saisonende in die Regionalliga absteigen. Zur Saison 2017/18 wechselte er zum österreichischen Zweitligisten FC Wacker Innsbruck, bei dem er einen bis Juni 2018 gültigen Vertrag erhielt. Mit Innsbruck stieg er zu Saisonende in die Bundesliga auf. Mit Wacker musste er 2019 wieder aus der Bundesliga absteigen.
Nach dem Abstieg kehrte er zur Saison 2019/20 nach Deutschland zurück und wechselte zum Drittligisten FC Carl Zeiss Jena, bei dem er einen bis Juni 2021 laufenden Vertrag erhielt. Gabriele kam in 36 von 38 Ligaspielen, häufig von Beginn an, zum Einsatz und spielte auf variierenden Offensivpositionen. Mit neun Toren sowie zwei Assists war er einer der effektivsten Angriffsspieler des Vereins, mit dem er jedoch als Tabellenletzter in die Regionalliga absteigen musste.
Türkgücü München, gerade aus der Regionalliga in die 3. Liga aufgestiegen, verpflichtete den Württemberger schließlich im Sommer 2020. Nach fünf Spielen in der Dritten Liga, in denen er ein Tor für die Münchner schoss, wechselte er ein halbes Jahr später zurück in die Regionalliga Südwest zum SSV Ulm, wo er einen Vertrag bis Saisonende unterschrieb. Anschließend spielte er von 2021 bis 2023 zwei Jahre für den Ligarivalen TSV Steinbach Haiger. Die Saison 2023/24 verbrachte Gabriele dann beim FV Illertissen in der Regionalliga Bayern und schoss in 30 Ligaspielen zehn Treffer. Im Sommer 2024 wechselte er zum Oberligisten FV Ravensburg.